# Напад НОВЈ на Теслић јануара 1943.
Након борби за Јајце Прва пролетерска дивизија водила је борбе око Котор Вароша, а затим је прешла је у средњу Босну. На комуникацији у долини Врбаса дивизија је била у сталним сукобима са немачким интервентним оклопно-моторизованим групама за одржавање комуникације. У средњој Босни постојао је већи број гарнизона НДХ и четничких одреда. Ови четнички одреди имали су писмене споразуме са НДХ, па се дивизија сукобљавала са формацијама једних и других, или са комбинованим одредима.
У Теслићу се налазила посада НДХ од два батаљона (бојне) 4. пешадијске пуковније, две чете из Прве пуковније, ојачани мешовитим артиљеријским саставом. На град су напад извршила три батаљона Прве пролетерске и Трећа крајишка бригада 1. јануара 1943. у 20:00 часова. Два преостала батаљона Прве пролетерске били су распоређени у заседи на путу према Бањалуци, ради одбијања интервенције.
Борба је потрајала током целе ноћи, и била је местимично упорна. За успех је најзаслужнији био Четврти (Краљевачки) батаљон Прве пролетерске, који је на самом почетку напада енергично продро у центар града, где је успео да заузме положаје артиљерије и да топове одмах употреби у нападу.
На месту артиљеријских положаја затичемо врло чудну слику, која говори о борби Краљевчана: пола топова окренуто је напоље, а пола ка граду. Када су их наши освајали, тукли су са половином град, а када их је освајао непријатељ, тукао је нас са другом половином. Све се то одигравало таквом брзином да ни ми ни непријатељ нисмо стигли да све топове окренемо у једном правцу.
Пред зору је отпор престао, а браниоци су се или предали или покушавали да побегну, у групама или појединачно. Према извештају штаба дивизије, заробљено је 1250 војника и задобијен је велик ратни плен: батерија хаубица, два брдска и четири противколска топа, велики број граната, аутоматског оруђа и војне опреме.
Штаб немачке 718. дивизије истог дана је реаговао на овај догађај. Према немачком извештају, „хрватски командант пуковник Биндер је пао у ропство, командант батаљона мајор Лудвиг је погинуо”. Сматрајући да продор НОВЈ прети да озбиљно угрози Добој као важан саобраћајни чвор, штаб дивизије формирао је борбену групу са задатком да нападом из правца Добоја и Тешња рашчисти ситуацију, одбаци снаге НОВЈ и поново заузме Теслић. У току 4. јануара делови Прве пролетерске бригаде одбили су немачки напад. Међутим, услед пропуста у организовању одбране и у смени јединица, Немачке три нападне групе успеле су да 5. јануара одбаце слабије снаге Треће крајишке бригаде (4. батаљон ојачан једном четом Трећег) и уђу у Теслић.
Немци се нису задовољили поновним поседањем Теслића, већ су непрекидним артиљеријским узнемиравањем и свакодневним испадима покушавали да одбаце бригаде НОВЈ од Теслића. Јединице НОВЈ, и поред свакодневних борби, искористиле су наредне дане за попуну и реорганизацију.
Штаб Прве пролетерске дивизије донео је одлуку о поновном преузимању иницијативе, па је за 14. јануар припремљен нови напад на Теслић. У нападу на сам брад поново су била ангажована три батаљона Прве пролетерске и четири батаљона Треће крајишке. Напад је трајао током целе ноћи 14/15. јануара. Снаге НОВЈ успеле су да овладају спољном одбраном града, али нису савладали упорну немачку одбрану у центру, па су се пред зору повукли на полазне положаје.
У организацији овог напада било је предвиђено да два батаљона Прве пролетерске (Краљевачки и Други црногорски) блокирају НДХ гарнизон у Прњавору и затворе прилазне путеве из правца Бањалуке. Међутим, нашавши се пред компликованим проблемом, део штаба који је руководио овом акцијом, предвођен замеником команданта Милојем Милојевићем, донео је одлуку да, уместо блокаде или демонстративног напада, изведе прави напад на Прњавор.
У Прњавору се налазио један батаљон (бојна) и нешто локалне милиције, укупно око 700 људи под оружјем. Осим њих, у околини су се налазиле бројне групе четника из одреда Николе Форкапе. Ови четници заузели су према јединицама Прве пролетерске испитивачки став. Да би разјаснио недоумицу, Милојевић се одлучио на дрзак потез: укључио је и њихове групе у напад, издавши им писмено наређење са спецификацијом задатка. Четници су се заиста појавили на свом нападном сектору, а отпор гарнизона брзо је савладан и посада разоружана и заробљена. Да не би улазио у даље компликације и неизвесност, Милојевић је четнике делом евакуисао из Прњавора, а делом разоружао.
Немачки извештај уредно је констатовао ову нелојалност Форкапиних четника.
Напад на Теслић поновљен је ноћу 15/16. јануара, и затим 18/19. јануара, али оба пута Немци су успели да се одрже на позицијама унутрашње одбране. После ових напада, Немци су путем појачања опет покушали да преузму иницијативу, па је током наредних дана дошло до бројних оштрих окршаја на комуникацијама без дефинитивног исхода.
Група „Полтник“ отпочиње напад на Ранковиће. Приликом спуштања ка железничкој прузи, 1. чета на десном крилу ступа у борбу са непријатељем који се налази на коти 338. 10. чета је била већ у удољици потока, остатак батаљона у спуштању.
У том тренутку непријатељ отвара фронталну и бочну ватру из многобројног аутоматског оружја и тешких минобацача и прекида телефонски вод у позадини батаљона. Напад је закочен. Са виса Бијела земља, непријатељ се употребом свих тешких оружја прикива за земљу у толикој мери да се људи могу повући појединачно и у малим групама. Изношење рањеника је крајње тешко, пошто непријатељ врши гоњење јаким снагама уз велики утрошак муниције и прилази на најмања одстојања. Мора се одбијати ручним бомбама и лаким минобацачима. Затим непријатељ покушава обухват десног крила, али бива одбијен све док се сви рањеници не соасу. Морају се оставити 2 мртва. Увече се батаљону у сусрет шаљу саонице да прихвате рањенике. Група је тога дана имала 3 мртва и 19 рањених. 2 од њих могу и даље остати у јединици. Штаб пука је изгубио телефонисту услед тешког рањавања.
Иако су губици непријатеља далеко већи (набројено 39 мртвих и много рањених), за Групу „Полтник“ 23. 1. је „црни дан“.
Истакнуто командно место пука: циглана 4 km западно од Теслића. Група „Штекл“ надире у северозападном правцу у рејон око коте 338, у коме, према извештају од претходног дана, није било непријатеља. Код раскрснице путева у Паљикама, у густој снежној мећави, 10. чета угледа немачке војнике које држи за припаднике 9. чете, док су то били у ствари преобучени партизани. Када је чело колоне било удаљено још само 30 m од раскрснице путева, и док је 6 одељења још стајало на земљишту без заклона, непријатељ, који је држао запоседнуту ивицу шуме, обасипа 10. чету изненадном ватром, која одмах има за посљедицу тешке губитке. Када још и тобожњи немачки војници на раскрсници путева отворише ватру на чету, и када непријатељ започе противудар заобилазећи здесна, чета мораде да заузме прихватни положај на брду Араповине. Није успео претходни покушај да се непријатељски противудар задржи помоћу поведене усташке чете, што се може објаснити лошом обученошћу, помањкањем способних нижих старешина и разликом у језику. Пошто је чета имала тешке губитке — 12 мртвих, 9 рањених, повукла се на полазни положај.
Будући да је 20. јануара почела операција „Вајс I”, Прва пролетерска дивизија примила је наређење за покрет према југоистоку, ради учешћа у припремљеном нападу Главне оперативне групе на утврђене гарнизоне у захвату Неретве. Због тога су 31. јануара њене јединице напустиле ову област.